# دزدی (فیلم ۲۰۰۵)
«دزدی» (انگلیسی: The Thief (2005 film)) یک فیلم است که در سال ۲۰۰۵ منتشر شد.